# Cyclopaedia

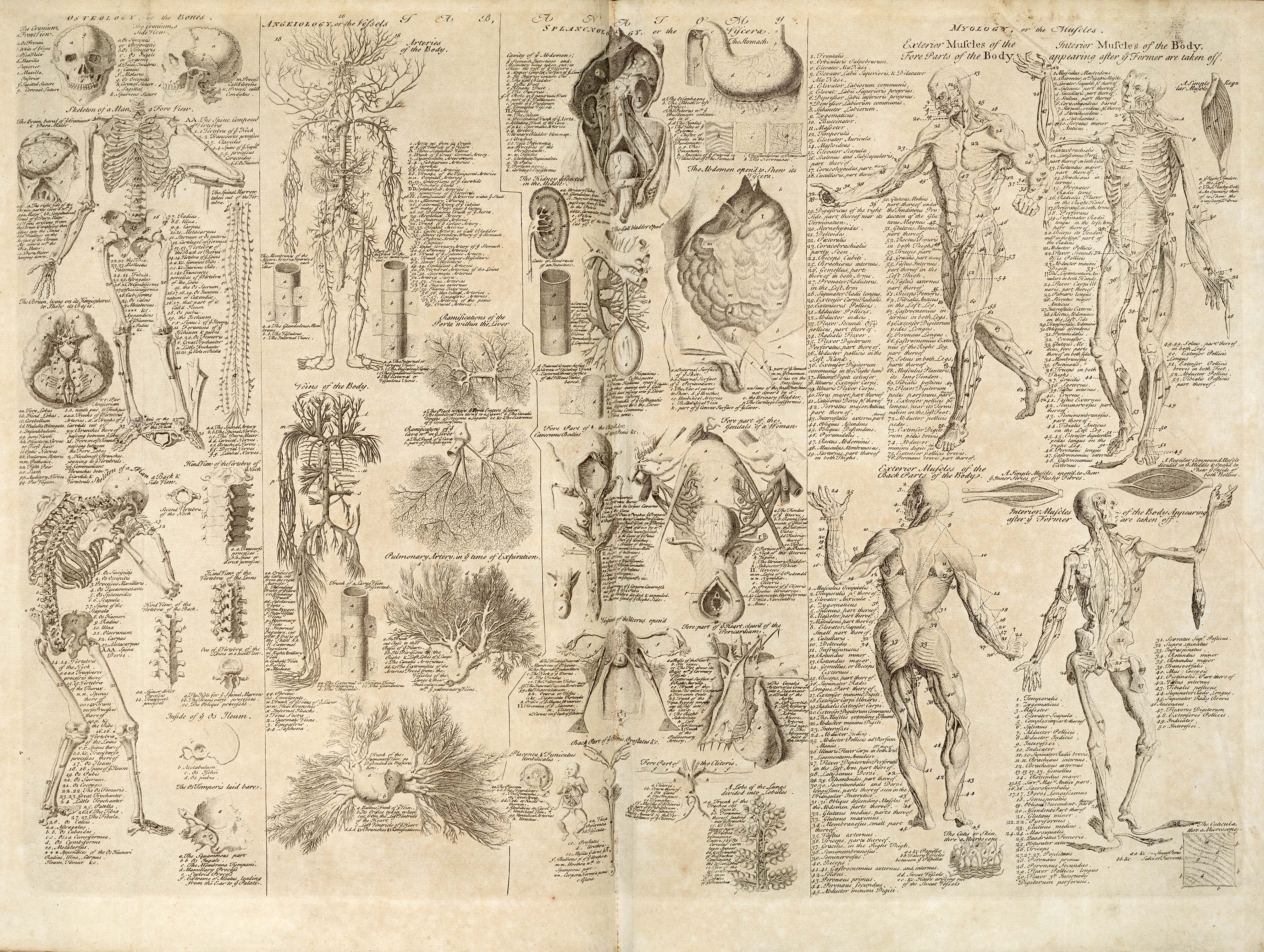
Tableau anatomique dans la Cyclopaedia.

La Cyclopædia: or, An Universal Dictionary of Arts and Sciences (Dictionnaire universel des arts et des sciences) est une encyclopédie rédigée en anglais par Ephraim Chambers, qui est publiée à Londres en deux volumes illustrés en 1728 par Thomas Longman, et a connu plusieurs rééditions. Sa traduction en français conduit à l'élaboration d'un ouvrage bien plus vaste, l'Encyclopédie de Diderot et D'Alembert.
Cet ouvrage perfectionne le système des renvois croisés et a eu une influence capitale sur l'histoire des encyclopédies. L'auteur a reconnu avoir fait des emprunts à ses prédécesseurs, notamment au Dictionnaire de Trévoux.

## Origines
Les origines de cet ouvrage se trouvent être, selon les propos même de Chambers :
- le Lexicon Technicum: Or, An Universal English Dictionary of Arts and Sciences: Explaining not only the Terms of Art, but the Arts Themselves de John Harris publié en 1704 à Londres considéré comme la première encyclopédie moderne de langue anglaise
- Le Dictionnaire historique et critique de Pierre Bayle (1697-1702)
- Le Grand Dictionnaire Historique de Louis Moréri (1674)

## Impact en France
Chambers se trouve à Paris en 1739 pour y promouvoir la nouvelle édition de sa Cyclopaedia. Il y rencontre plusieurs éditeurs dont il rejette pourtant les propositions de traductions.

En 1745, l'éditeur parisien André Le Breton est contacté par Gottfried Sellius pour engager un projet de traduction de la Cyclopedia avec John Mills, mais après bien des vicissitudes, Diderot et D'Alembert, qui héritèrent de ce projet en 1750, décidèrent d'abandonner l'idée d'une simple traduction pour développer un projet de plus grande ampleur, l'Encyclopédie ou Dictionnaire raisonné des sciences, des arts et des métiers. Ils s'en justifient de la façon suivante dans le « Discours préliminaire »: 

« cette Encyclopédie qu’on vient de traduire tout récemment en Italien, & qui de notre aveu mérite en Angleterre & chez l’étranger les honneurs qu’on lui rend, n’eût peut-être jamais été faite, si avant qu’elle parut en Anglois, nous n’avions eu dans notre Langue des Ouvrages où Chambers a puisé sans mesure & sans choix la plus grande partie des choses dont il a composé son Dictionnaire. Qu’en auroient donc pensé nos François sur une traduction pure & simple ? Il eût excité l’indignation des Savans & le cri du Public, à qui on n’eût présenté sous un titre fastueux & nouveau, que des richesses qu’il possédoit depuis long-tems. »

## Éditions

### Anglaises
- 1re éd., 1728, 2 vol. (vol. 1 ; vol. 2 dans les Collections de documents de l'Université du Wisconsin).
- 2e éd., London, printed for D. Midwinter, A. Bettesworth and C. Hitch, J. Senex, R. Gosling, [et 12 autres à Londres], 1738, 2 vol. (2 466 p.)
- 3e éd., corrected ans amended with some additions, Dublin, Gunne, Robert Owen [et al.], 1740, 19 planches.
- 4e éd. 1741.
- 5e éd., London, D. Midwinter [et al.], 1741 et 1743, 2 vol. Volume 1 dans GoogleBooks Volume 2 dans GoogleBooks

### Rééditions, suppléments, contrefaçons en anglais
- A supplement to Mr. Chambers's cyclopædia or, Universal dictionary of arts and sciences, printed for W. Innys and J. Richardson, R. Ware, J. and P. Knapton, [et al.], 1753, 2 v., 43 cm (vol. 1 ; vol. 2 dans les Collections de documents de l'Université du Wisconsin).

### Éditions posthumes
Ces éditions ont été réalisées après le décès de Chambers, survenu en 1740 :
- À sa mort en 1740, Chambers laissait un important appareil de notes concernant son encyclopédie, de quoi remplir sept nouveaux volumes. L'éditeur confia une nouvelle édition, très sélective, au botaniste John Hill et un supplément fut publié en 1753 en deux volumes pour un total de 3 307 pages.
- Abraham Rees publia une édition complète et définitive entre 1778 et 1788, notamment illustrée par des gravures d'Isaac Taylor[4],[5].

### Italien
Une traduction en italien est publiée à Venise en 1748-1749 en dix volumes, sous le titre Dizionario universale delle arti e delle scienze. Ce n'est cependant pas la première encyclopédie italienne car elle vient après celle, incomplète, de Vincenzo Coronelli.